# IC 3966
IC 3966 ist eine Spiralgalaxie vom Hubble-Typ Sc im Sternbild Jagdhunde am Nordsternhimmel. Sie ist schätzungsweise 374 Millionen Lichtjahre von der Milchstraße entfernt und hat einen Durchmesser von etwa 75.000 Lj.

Im selben Himmelsareal befinden sich u. a. die Galaxien IC 3967, IC 3940, IC 4028, IC 4069.
Das Objekt wurde am 21. März 1903 von Max Wolf entdeckt.